# Chrysler Neon
La Neon è un'autovettura compact prodotta dalla Chrysler dal 1993 al 2005. Negli Stati Uniti venne commercializzata con marchio Plymouth e Dodge, mentre in Messico, Europa, Canada ed in altri mercati con marchio Chrysler. Ha sostituito la Dodge Shadow, le Plymouth Sundance/Duster e le Dodge/Plymouth Colt. La versione a due porte ha invece sostituito la Plymouth Laser. 

## La prima serie (1995-1999)

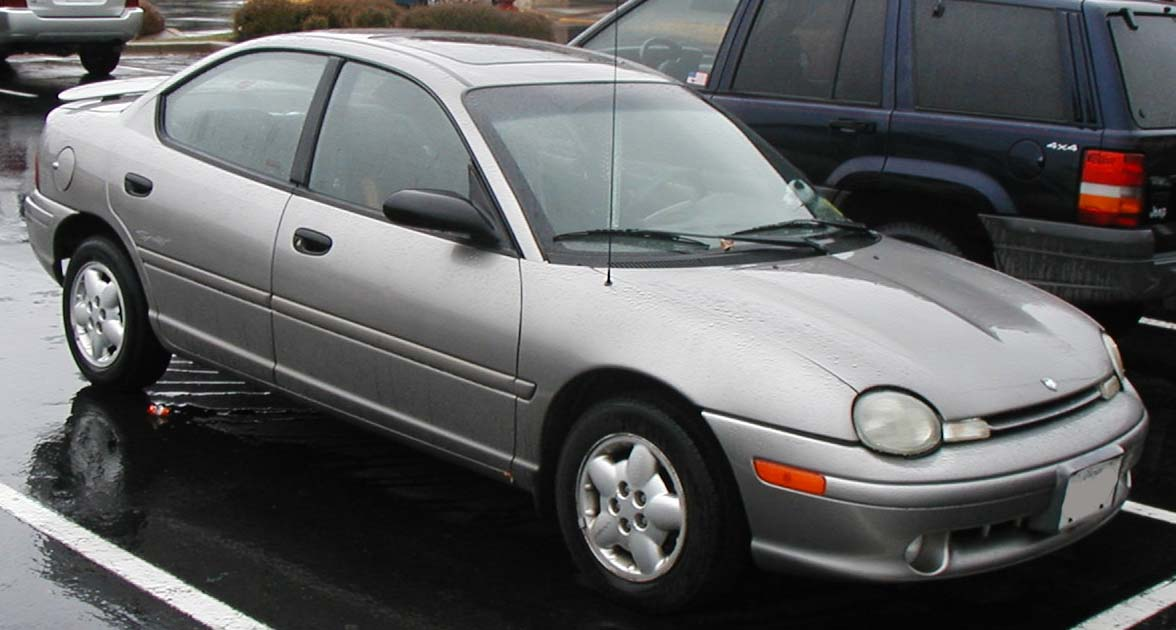
Una Dodge Neon berlina prodotta per il mercato statunitense

La prima generazione del modello era disponibile in versione berlina quattro porte e coupé due porte. I motori disponibili dei quattro cilindri in linea da 2 L di cilindrata che differivano dal tipo di distribuzione. La versione monoalbero erogava 132 CV di potenza e 175 N•m di coppia, mentre quella bialbero sviluppava 150 CV e 180 N•m. Il cambio era manuale a cinque rapporti oppure automatico a tre marce. 

## La seconda serie (2000–2005)

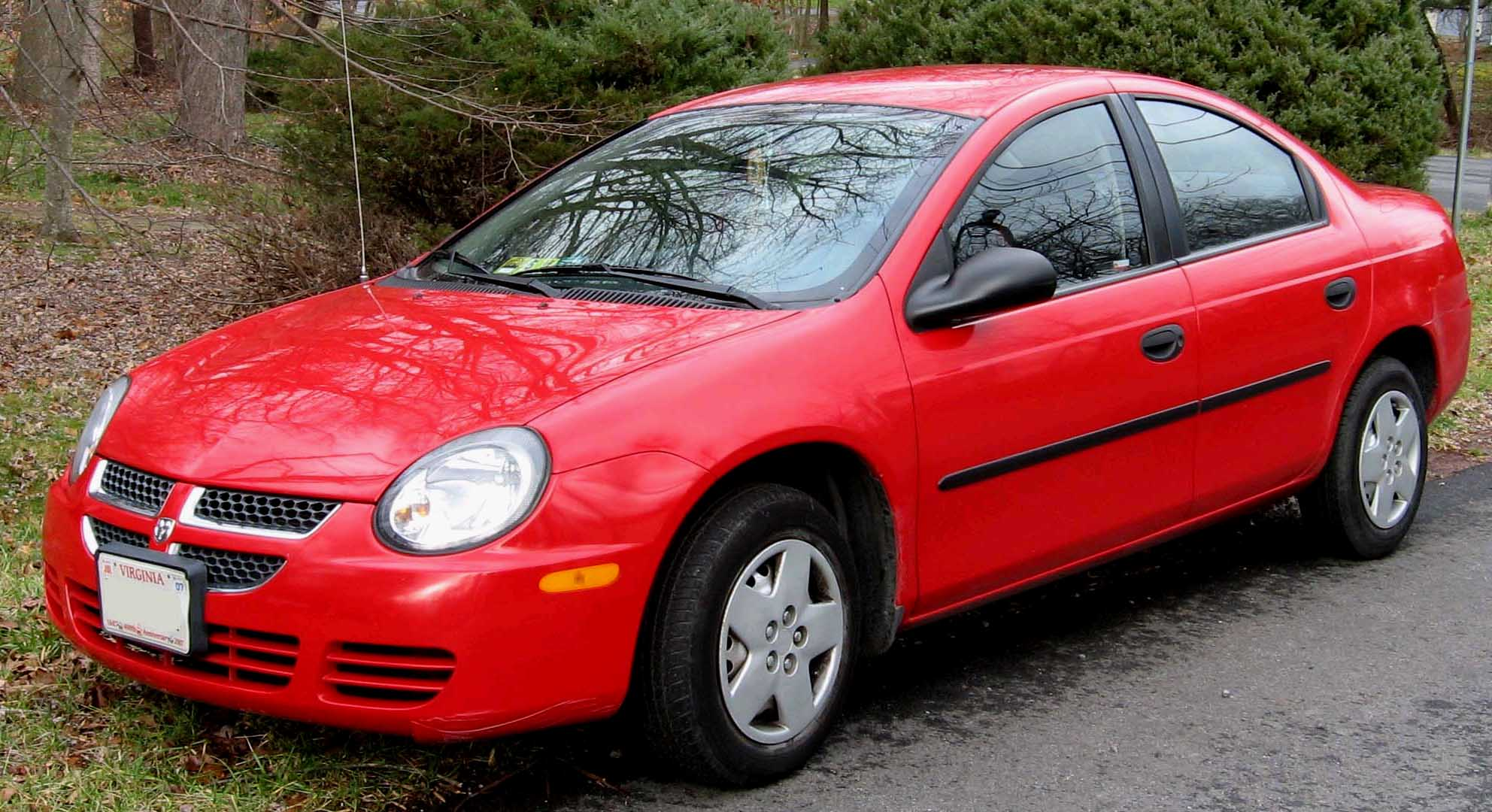
Una Dodge Neon prodotta per il mercato statunitense dal 2003 al 2005

Questa generazione del modello fu disponibile solo in versione berlina quattro porte. I motori offerti erano due quattro cilindri in linea che avevano una cilindrata, rispettivamente, di 1,6 L e 2 L. Il cambio era manuale a cinque rapporti oppure automatico a tre o quattro marce.
La nuova generazione era più avanzata e sofisticata della prima. Fu migliorata anche l'abitabilità. Nel 2001 uscì di produzione la versione della Neon con marchio Plymouth. Quest'ultimo, infatti, nell'anno citato fu soppresso. 

## Il riutilizzo del nome

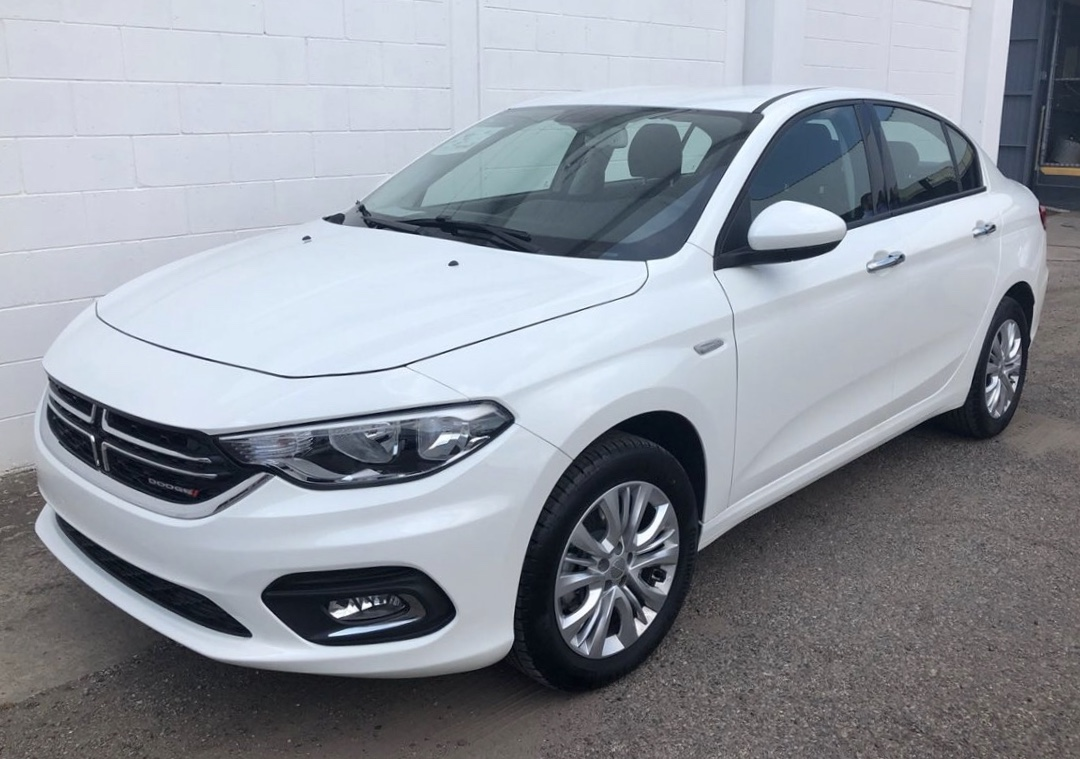
Dodge Neon

A poco più di 10 anni di distanza dal 23 settembre 2005, giorno in cui uscì dalla fabbrica di Belvidere l'ultimo esemplare di Neon, FCA decide di rilanciare la vettura, sulla base della compatta italo-turca Fiat Tipo, (nella versione originaria cd. Sedàn o Fiat Tipo 4 Door), non apportandovi alcuna modifica (cd. rebadging: stessa vettura, marchi diversi) se non nella calandra recante la caratteristica croce che contraddistingue il marchio Dodge. L'autovettura (Fiat Tipo 4D) è commercializzata come nuovo Dodge Neon solo nel mercato messicano (in tre allestimenti: SE, SXT ed SXT+) e negli Emirati Arabi Uniti.